# Гірський час

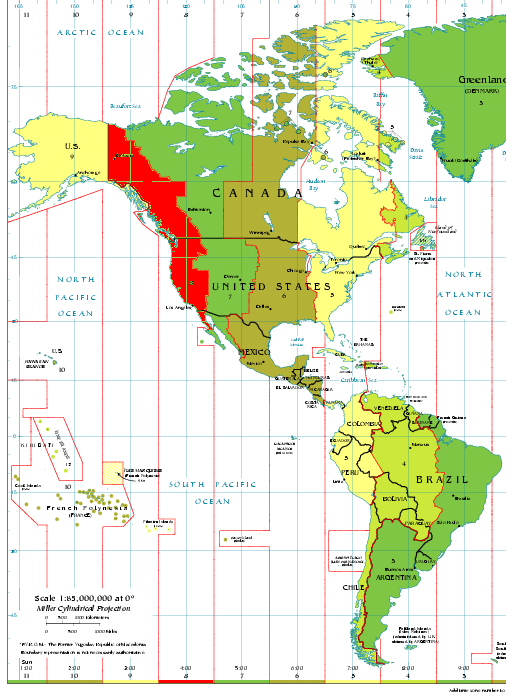
MST або UTC-7

Гірський час — назва сімнадцятого часового поясу у Північній Америці. Час у цьому часовому поясі базується на меридіані 105° західної довготи, отже від часу за Гринвічем він відстає на сім годин. На більшій частині часового поясу з другої неділі березня по першу неділю листопада використовується літній час шляхом додавання однієї години - у цей період зміщення від UTC складає -6 годин. 
Скорочені позначення часового поясу:
- MT (англ. Mountain Time) - універсальне
- MST (англ. Mountain Standard Time - у період дії стандартного часу, з листопада по березень, або у випадку відсутності сезонних змін
- MDT (англ. Mountain Daylight Time) - у період дії літнього часу - з березня до листопада.

## Канада
- провінція Альберта
- провінція Британська Колумбія (частково, у деяких місцях немає переходу на літній час)
- провінція Саскачеван, лише місто Ллойдмінстер
- Територія Юкон
- Північно-західні території
- Кітікмеот (Територія Нунавут)

## Мексика
- Баха-Каліфорнія-Сюр — немає переходу на літній час
- Наярит — немає переходу на літній час
- Сонора — немає переходу на літній час
- Сіналоа — немає переходу на літній час
- Коліма (лише острови) — немає переходу на літній час

## США
- Аризона — немає переходу на літній час на більшій частині території
- Колорадо
- Айдахо — південна частина
- Канзас — Шерман, Воллес, Ґрілі і Гамільтон.
- Монтана
- Небраска
- Невада
- Нью-Мексико
- Північна Дакота
- Орегон — Малер
- Південна Дакота
- Техас — Гадспет, Ель-Пасо
- Юта
- Вайомінг